# Olympische Sommerspiele 1928/Rudern – Einer
Der Ruder-Einer der Männer bei den Olympischen Sommerspielen 1928 wurde vom 2. bis 10. August auf der Ringvaart des Haarlemmermeerpolders ausgetragen.

## Ergebnisse

### 1. Runde

#### Lauf 1
| Rang | Athlet            | Nation         | Zeit       | Qualifiziert für |
| ---- | ----------------- | -------------- | ---------- | ---------------- |
| 1    | David Collet      | Großbritannien | 8:29,6 min | 2. Runde         |
| 2    | Édouard Candeveau | Schweiz        | 8:35,8 min | Hoffnungslauf    |

#### Lauf 2
| Rang | Athlet         | Nation          | Zeit       | Qualifiziert für |
| ---- | -------------- | --------------- | ---------- | ---------------- |
| 1    | Henry Pearce   | Australien      | 7:55,8 min | 2. Runde         |
| 2    | Walter Flinsch | Deutsches Reich | 8:21,8 min | Hoffnungslauf    |

#### Lauf 3
| Rang | Athlet       | Nation      | Zeit       | Qualifiziert für |
| ---- | ------------ | ----------- | ---------- | ---------------- |
| 1    | Joe Wright   | Kanada      | 7:57,8 min | 2. Runde         |
| 2    | Bert Gunther | Niederlande | 7:58,4 min | Hoffnungslauf    |

#### Lauf 4
| Rang | Athlet         | Nation     | Zeit       | Qualifiziert für |
| ---- | -------------- | ---------- | ---------- | ---------------- |
| 1    | Vincent Saurin | Frankreich | 8:09,2 min | 2. Runde         |
| 2    | Jack Mottart   | Belgien    | 8:14,8 min | Hoffnungslauf    |

#### Lauf 5
| Rang | Athlet          | Nation   | Zeit       | Qualifiziert für |
| ---- | --------------- | -------- | ---------- | ---------------- |
| 1    | Béla Szendey    | Ungarn   | 8:03,2 min | 2. Runde         |
| 2    | Arnold Schwartz | Dänemark | 8:06,0 min | Hoffnungslauf    |

#### Lauf 6
| Rang | Athlet         | Nation                | Zeit       | Qualifiziert für |
| ---- | -------------- | --------------------- | ---------- | ---------------- |
| 1    | Kenneth Myers  | Vereinigte Staaten    | 8:14,2 min | 2. Runde         |
| 2    | Hendrik de Kok | Südafrikanische Union | 8:19,2 min | Hoffnungslauf    |

#### Lauf 7
| Rang | Athlet          | Nation           | Zeit       | Qualifiziert für |
| ---- | --------------- | ---------------- | ---------- | ---------------- |
| 1    | Josef Straka    | Tschechoslowakei | 8:05,2 min | 2. Runde         |
| 2    | Kinichiro Ishii | Japan            | DNF        |                  |

#### Lauf 8
| Rang | Athlet                  | Nation  | Zeit       | Qualifiziert für |
| ---- | ----------------------- | ------- | ---------- | ---------------- |
| 1    | Michelangelo Bernasconi | Italien | 8:02,0 min | 2. Runde         |

### Hoffnungsläufe 1. Runde

#### Hoffnungslauf 1
| Rang | Athlet          | Nation          | Zeit       | Qualifiziert für |
| ---- | --------------- | --------------- | ---------- | ---------------- |
| 1    | Arnold Schwartz | Dänemark        | 8:20,2 min | 2. Runde         |
| 2    | Walter Flinsch  | Deutsches Reich | 8:23,4 min |                  |

#### Hoffnungslauf 2
| Rang | Athlet       | Nation      | Zeit       | Qualifiziert für |
| ---- | ------------ | ----------- | ---------- | ---------------- |
| 1    | Bert Gunther | Niederlande | 8:11,6 min | 2. Runde         |
| 2    | Jack Mottart | Belgien     | 8:17,0 min |                  |

#### Hoffnungslauf 3
| Rang | Athlet            | Nation                | Zeit       | Qualifiziert für |
| ---- | ----------------- | --------------------- | ---------- | ---------------- |
| 1    | Édouard Candeveau | Schweiz               | 8:28,6 min | 2. Runde         |
| 2    | Hendrik de Kok    | Südafrikanische Union | 8:50,0 min |                  |

### 2. Runde

#### Lauf 1
| Rang | Athlet       | Nation      | Zeit       | Qualifiziert für |
| ---- | ------------ | ----------- | ---------- | ---------------- |
| 1    | Bert Gunther | Niederlande | 8:23,8 min | Viertelfinale    |
| 2    | Béla Szendey | Ungarn      | 8:33,8 min | Hoffnungslauf    |

#### Lauf 2
| Rang | Athlet       | Nation           | Zeit       | Qualifiziert für |
| ---- | ------------ | ---------------- | ---------- | ---------------- |
| 1    | Josef Straka | Tschechoslowakei | 8:36,4 min | Viertelfinale    |
| 2    | Joe Wright   | Kanada           | 8:45,0 min | Hoffnungslauf    |

#### Lauf 3
| Rang | Athlet          | Nation     | Zeit       | Qualifiziert für |
| ---- | --------------- | ---------- | ---------- | ---------------- |
| 1    | Henry Pearce    | Australien | 7:28,0 min | Viertelfinale    |
| 2    | Arnold Schwartz | Dänemark   | 7:47,6 min |                  |

#### Lauf 4
| Rang | Athlet        | Nation             | Zeit       | Qualifiziert für |
| ---- | ------------- | ------------------ | ---------- | ---------------- |
| 1    | Kenneth Myers | Vereinigte Staaten | 7:46,8 min | Viertelfinale    |
| 2    | David Collet  | Großbritannien     | 7:56,4 min | Hoffnungslauf    |

#### Lauf 5
| Rang | Athlet                  | Nation     | Zeit       | Qualifiziert für |
| ---- | ----------------------- | ---------- | ---------- | ---------------- |
| 1    | Vincent Saurin          | Frankreich | 8:38,2 min | Viertelfinale    |
| 2    | Michelangelo Bernasconi | Italien    | 9:10,2 min | Hoffnungslauf    |

#### Lauf 6
| Rang | Athlet            | Nation  | Zeit       | Qualifiziert für |
| ---- | ----------------- | ------- | ---------- | ---------------- |
| 1    | Édouard Candeveau | Schweiz | 9:06,6 min | Viertelfinale    |

### Hoffnungsläufe 2. Runde
Arnold Schwartz aus Dänemark wurde zur zweiten Hoffnungsrunde nicht zugelassen, weil er bereits in der 1. Runde den Hoffnungslauf benötigt hatte.

#### Hoffnungslauf 1
| Rang | Athlet                  | Nation  | Zeit       | Qualifiziert für |
| ---- | ----------------------- | ------- | ---------- | ---------------- |
| 1    | Joe Wright              | Kanada  | 7:49,6 min | Viertelfinale    |
| 2    | Michelangelo Bernasconi | Italien | DNF        |                  |

#### Hoffnungslauf 2
| Rang | Athlet       | Nation         | Zeit       | Qualifiziert für |
| ---- | ------------ | -------------- | ---------- | ---------------- |
| 1    | David Collet | Großbritannien | 7:35,2 min | Viertelfinale    |
| 2    | Béla Szendey | Ungarn         | 7:42,4 min |                  |

### Viertelfinale

#### Viertelfinale 1
| Rang | Athlet       | Nation         | Zeit       | Qualifiziert für |
| ---- | ------------ | -------------- | ---------- | ---------------- |
| 1    | David Collet | Großbritannien | 7:52,2 min | Halbfinale       |
| 2    | Joe Wright   | Kanada         | 7:57,6 min |                  |

#### Viertelfinale 2
| Rang | Athlet       | Nation           | Zeit       | Qualifiziert für |
| ---- | ------------ | ---------------- | ---------- | ---------------- |
| 1    | Bert Gunther | Niederlande      | 7:57,4 min | Halbfinale       |
| 2    | Josef Straka | Tschechoslowakei | 8:04,8 min |                  |

#### Viertelfinale 3
| Rang | Athlet            | Nation             | Zeit       | Qualifiziert für |
| ---- | ----------------- | ------------------ | ---------- | ---------------- |
| 1    | Kenneth Myers     | Vereinigte Staaten | 8:05,6 min | Halbfinale       |
| 2    | Édouard Candeveau | Schweiz            | 8:11,0 min |                  |

#### Viertelfinale 4
Henry Pearce hielt während des Rennens kurz an um eine Entenfamilie passieren zu lassen.
| Rang | Athlet         | Nation     | Zeit       | Qualifiziert für |
| ---- | -------------- | ---------- | ---------- | ---------------- |
| 1    | Henry Pearce   | Australien | 7:42,8 min | Halbfinale       |
| 2    | Vincent Saurin | Frankreich | 8:11,8 min |                  |

### Halbfinale

#### Halbfinale 1
| Rang | Athlet       | Nation         | Zeit       | Qualifiziert für |
| ---- | ------------ | -------------- | ---------- | ---------------- |
| 1    | Henry Pearce | Australien     | 7:01,8 min | A-Finale         |
| 2    | David Collet | Großbritannien | 7:08,6 min | B-Finale         |

#### Halbfinale 2
| Rang | Athlet        | Nation             | Zeit       | Qualifiziert für |
| ---- | ------------- | ------------------ | ---------- | ---------------- |
| 1    | Kenneth Myers | Vereinigte Staaten | 7:14,2 min | A-Finale         |
| 2    | Bert Gunther  | Niederlande        | 7:18,0 min | B-Finale         |

### Finale

#### B-Finale
| Rang   | Athlet       | Nation         | Zeit       |
| ------ | ------------ | -------------- | ---------- |
| Bronze | David Collet | Großbritannien | 7:19,8 min |
| 4      | Bert Gunther | Niederlande    | 7:31,6 min |

#### A-Finale
| Rang   | Athlet        | Nation             | Zeit       |
| ------ | ------------- | ------------------ | ---------- |
| Gold   | Henry Pearce  | Australien         | 7:11,0 min |
| Silber | Kenneth Myers | Vereinigte Staaten | 7:20,8 min |